# Pongrácovce
Pongrácovce (Hongaars: Pongrácfalva) is een Slowaakse gemeente in de regio Prešov, en maakt deel uit van het district Levoča.
Pongrácovce telt 95 inwoners.